# قنا (نبات)
القنَّا هو جنس من بين تسعة عشر جنسًا من النباتات الزهرية كاسيات البذور.
وتعد نباتات القنا هي الجنس الوحيد في العائلة القنائيات. وقد تم التعرف على هذه العائلة على نطاق واسع من قِبل علماء التصنيف. نظام APG II لعام 2003 (لم يتغير عن نظام APG لعام 1998)
ويتميز هذا النوع بالأوراق الكبيرة الجذابة، وقد حولها متخصصو البساتين إلى نبات حدائق له زهور كبيرة ويتسم بالبريق. وبالإضافة إلى ذلك، فإنها واحدة من أغنى مصادر النشا في العالم، وهي نبات زراعي.
ورغم أنه من النباتات الاستوائية، تم تطوير معظم الأصناف في مناخات معتدلة وتسهل زراعتها في معظم دول العالم طالما أنه يوجد بها وقت متوسط لساعات ضوء الشمس ما بين 6 إلى 8 ساعات أثناء الصيف، وطالما أنه تم نقلها إلى مكان دافئ في الشتاء. اطلع على القنا معرض الأصناف للاطلاع على صور لأصناف القنا.
والاسم القنا مصدره كلمة مأخوذة من اللغة اللاتينية معناها القصب أو قصب السكر.

## التاريخ
زُرع (Canna indica)، المعروف باسم أشيرا في أمريكا اللاتينية، من قبل الأمريكيين الأصليين في أمريكا الاستوائية منذ آلاف السنين، وكان أحد أقدم النباتات المستأنسة في الأمريكتين. الجذر النشوي صالح للأكل.
كان النوع الأول من القنا الذي أدخل إلى أوروبا هو (Canna indica)، الذي استُورِد من جزر الهند الشرقية، على الرغم من أن الأنواع نشأت من الأمريكتين. أشار كارولوس كلاسياس، الذي كان أول مَن وصف ورسم (Canna indica)، إلى هذا الأصل، وذكر أنه أُطلق عليه اسم «إنديكا»، ليس لأن النبات من الهند، ولكن لأن هذا النوع نُقِل في الأصل من أمريكا، وفي ذلك الوقت، وصف أحدهم المناطق الاستوائية في ذلك الجزء من الكرة الأرضية بجزر الهند الغربية.
بعد ذلك بوقت طويل، في عام 1658، أشار أحد العلماء إلى نوع آخر وثَّقه تحت الاسم الشائع «ألبارا» و «باسيفيرا»، والذي كان يعيش، كما قال، في «الأماكن المظللة والرطبة، بين المناطق المدارية»، هذا النوع هو (.Canna angustifolia L) وأُعيد تصنيفها لاحقًا بواسطة خبراء التصنيف إلى (.Canna glauca L).
بدون استثناء، جميع أنواع القنا التي أُدخِلَت إلى أوروبا يمكن إرجاعها إلى الأمريكتين، ومن المؤكد أن القنا هي جنس أمريكي فقط. إذا كانت آسيا وأفريقيا قد قدمتا بعض المُقدمات المبكرة، فقد كانت فقط أصناف ناتجة عن (Canna indica) و (Canna glauca) التي نمت لفترة طويلة في الهند وأفريقيا، مع استيراد كلا النوعين من أمريكا الوسطى والجنوبية. نظرًا لوجود أغطية بذور صلبة ومتينة للغاية، من المحتمل أن تبقى بقايا البذور على قيد الحياة في الظروف المناسبة وقد اكتشفها علماء الآثار في العالم القديم إذا كانت قانا قد نمت هناك منذ العصور القديمة. إذا كانت تربة الهند أو إفريقيا قد أنتجت بعضًا منها، لكانت قد استُورِدَت قبل ستينيات القرن التاسع عشر إلى الحدائق الأوروبية.

## الزراعة
ينمو نبات القنا بشكل أفضل تحت أشعة الشمس الكاملة مع سَقيه بماء معتدل في تربة جيدة التصريف أو رملية. تنمو من جذامير معمّرة، ولكنها تزرع في كثير من الأحيان بشكل سنوي في المناطق المعتدلة للحصول على مظهر غريب أو استوائي في الحديقة. في المناطق القاحلة، غالبًا ما يُزرع القنا في الحديقة المائية، مع غمر مقدار بوصة من الجزء السفلي من الوعاء في الماء. في جميع المناطق، تُمزّق الرياح العاتية الأوراق، لذا ينبغي بحمايتها.
الجذور حساسة للصقيع وسوف تتعفن إذا تُركت دون حماية في ظروف التجمّد. في المناطق التي تقل فيها درجات الحرارة في فصل الشتاء عن -10 درجة مئوية يمكن حفر الجذور قبل التجمّد وتخزينها في درجة حرارة فوق 7 درجات مئوية لإعادة زراعتها في الربيع. وبخلاف ذلك، يجب حمايتها بطبقة سميكة من النشارة خلال الشتاء.

## التكاثر

### التكاثر الجنسي
تُنتَج البذور من التكاثر الجنسي، بما في ذلك نقل حبوب اللقاح من سداة والد حبوب اللقاح إلى ميسم الوالد البذرة. في حالة القنا، يمكن للنبتة نفسها أن تلعب كلا الدورين، حبوب اللقاح والآباء البذور، وهذا يُشار إليه باسم خنثى. ومع ذلك، فإن أصناف المجموعة الإيطالية ومتعددة الصيغ الصبغية عادةً ما تكون عقيمة البذور، وحبوب اللقاح لديها مستوى خصوبة منخفض. تكون الطفرات عادةً عقيمة تمامًا.
تحتوي بذور القنا على غطاء بذرة صلب جدًا، مما يساهم في سُكونها. يمكن تسهيل الإنبات عن طريق خدش طبقة البذرة، والذي يمكن تحقيقه بعدة تقنيات.

### التكاثر اللاجنسي

#### تقسيم أجزاء النبات
خارج المختبر، طريقة التكاثر اللاجنسي الفعالة الوحيدة هي تقسيم الجذور. يستخدم هذا مادة من أحد الوالدين، وبما أنه لا يحدث تبادل للمواد الجينية، فإنه ينتج دائمًا نباتات متطابقة مع الوالد. بعد ازدهار الصيف، يمكن فصل الأصناف البستانية إلى أربعة أو خمسة جذور منفصلة، لكل منها نقطة عقدية متنامية (عين نامية). بدون نقطة النمو، التي تتكون من مادة البارض، لن ينمو الجذمور.

#### الإكثار الدقيق
الإكثار الدقيق، والمعروف أيضًا باسم زراعة الأنسجة، هو ممارسة تُضاعِف المواد النباتية بسرعة لإنتاج عدد كبير من النباتات المتولدة. يستخدم التكاثر الدقيق التقسيم (في المختبر) للقطع الصغيرة في بيئة معقمة، حيث ينتج عنها أولاً تكاثر الأنسجة، ثم تُفصَل إلى قطع صغيرة تُعالَج بشكل مختلف بحيث تنتج جذورًا وأنسجة جذعية جديدة. تُنظَّم خطوات العملية بنسب مختلفة من منظمات نمو النبات. أَنتجَت العديد من المنظمات التجارية نباتات القنا بهذه الطريقة، وبالتحديد قُدِّمَت «سلسلة الجزيرة (Island Series)» للقنا عن طريق النباتات ذات الإنتاج الضخم باستخدام هذه التقنية. ومع ذلك، تتمتع القنا بسُمعة طيبة لكونها مُرشَّحة صعبة للإكثار الدقيق.

### التلقيح
هناك أنواع قادرة على التلقيح الذاتي، لكن معظم الأنواع تتطلب مُلقحًا خارجيًا. تنتج جميع نباتات القنا الرحيق، لذا تجذب الحشرات والخفافيش والطيور الطنانة التي تستهلك الرحيق، والتي تعمل كعامل نقل، وتنشر حبوب اللقاح بين الأسدية والمياسم على نفس الزهور أو أزهار مختلفة. 

## وصلات خارجية
- Cannaceae in Flora of North America
- Canna × generalis from Floridata
- Canna indica hybrids
- Canna indica: Indian Shot نسخة محفوظة 6 فبراير 2006 على موقع واي باك مشين.
- Reappraisal of Edible Canna as a High-Value Starch Crop in Vietnam
- Crop Growth and Starch Productivity of Edible Canna
- The utilization of edible Canna plants in southeastern Asia and southern China
- Pink, A. (2004). Gardening for the Million. Project Gutenberg Literary Archive Foundation. مؤرشف من الأصل في 2009-09-24.
- Constructed wetland for on-site septic treatment. نسخة محفوظة 27 فبراير 2008 على موقع واي باك مشين.